# Asesinato de Humberto Viola y su hija
El asesinato del capitán Humberto Viola y su hija fue un crimen cometido por el Ejército Revolucionario del Pueblo el 1 de diciembre de 1974 en San Miguel de Tucumán.
En 1979 la justicia condenó a cadena perpetua a seis personas que confesaron haber cometido el hecho luego de ser interrogadas en el centro clandestino de detención "Escuelita de Famaillá". Cuando fueron llevados ante lo justicia, los imputados se declararon inocentes y denunciaron que sus confesiones fueron obtenidas bajo torturas a ellos y sus familiares. Permanecieron encarcelados desde 1975 hasta 1990 y fueron excarcelados en ese año, ya que fueron indultados por el presidente Carlos Menem.

## Asesinato
Humberto Viola (nacido el 15 de febrero de 1943 en San Miguel de Tucumán), quien prestaba servicios en el destacamento de inteligencia de Tucumán, fue atacado cuando conducía su automóvil junto con su esposa María Cristina (Maby) Picón y sus hijas María Cristina de tres años y María Fernanda de cinco, al llegar a la casa de sus padres. El capitán Viola tenía  31 años al momento de su muerte.  Su hija María Cristina también fue asesinada en tanto que su hija María Fernanda resultó herida gravemente, ambas con disparos en la cabeza por lo que María Fernanda debió ser sometida a ocho operaciones. La esposa del capitán, embarazada de cinco meses, resultó ilesa.

María Fernanda Viola relató los hecho:
“Ya estábamos en Ayacucho al 200, entrando a lo de mis abuelos. Mi papá paró el auto y mi mamá se bajó para abrir el portón. Ahí empezaron las estampidas hacia el auto. Fuimos rodeados por 3 coches con hombres del ERP que comenzaron a ametrallarnos. Mi papá, para resguardarnos, se bajó del auto y se alejó, para atraer los disparos hacia él. Empezó a correr hacia una esquina, ya con una herida de bala, y ahí lo remataron con un tiro por la espalda. También mataron a mi hermanita, María Cristina, que tenía tres años. Yo recibí un tiro en la cabeza, una bala que se había colado por la ventanilla. Las esquirlas me dieron en el nervio óptico. Quedé inconsciente. La única persona que salió ilesa fue mi mamá. Yo sobreviví gracias a ella: mi mamá me levantó, yo estaba llena de sangre, pero ella no sabía de dónde me salía... Me palpaba, pero no encontraba el origen de la hemorragia. Un vecino nos llevó al hospital de niños. Ahí, mi madre le movió el pelo a mi hermana bebé y vio que los disparos le habían sacado la mitad de la cara. A mí me hicieron unos estudios preliminares, pero los médicos se dieron cuenta de que necesitaban a un neurólogo, por la gravedad de mis heridas. Y como ahí no había ninguno, me pusieron un suero y un amigo de mi tío me llevó en un Fiat 600, con el suero colgando por la ventanilla, al hospital Padilla, donde me internaron y me pusieron en coma”.
Un parte de guerra atribuido a la Compañía de Monte Ramón Rosa Jiménez del ERP describe los hechos de esta manera:

A las 13:13 pasó el objetivo. Se marca la señal y se retira el compañero. Se aproximan el auto operativo y el de apoyo separados 50 a 60 metros; queda el de apoyo semicruzado en la calle cortando el tráfico y apoyando a los otros compañeros. El automóvil operativo se aproxima hasta la misma altura que el objetivo —el auto y sus ocupantes— quedando medio auto adelantado. Situación extraordinaria. Siempre en los chequeos el sujeto descendía, en esta oportunidad la que descendió fue la esposa, quedando él al volante a la espera de guardar el auto en el garaje. Al frenar el automóvil operativo disparan el primer escopetazo que da en el parante delantero izquierdo del parabrisas, el sujeto se agacha en ese momento y los balines dan de rebote a la pibita de tres años que estaba atrás. El compañero de la ametralladora desciende y metiendo el arma por la ventanilla, dispara una ráfaga corta (4) tiros que dan en el sujeto que igualmente desciende, la ametralladora se traba, los disparos le dan a la altura del pulmón izquierdo desde atrás. Al bajarse del auto le disparan el segundo escopetazo que pasa sobre el sujeto -hizo rasante a la altura del capot- sujeto agachado. El sujeto corre hacia calle San Lorenzo. El compañero de la ametralladora dispara con pistola 1 tiro, erra, adelanta y dispara otro que frena al sujeto. Mientras ha descendido el compañero de escopeta y el auto se corrió unos 10 m para adelante, el auto de apoyo se aproxima lentamente. El compañero ametralladorista remata con un tiro en la cabeza, retorna al auto; inmediatamente el compañero de la escopeta le dispara a quemarropa un escopetazo y otro tiro de gracia con un revólver Cal.38. El compañero que maneja el auto de apoyo observa en ese momento que la hija de cinco años corre hacia delante a la altura del automóvil. Observaciones: las heridas de la hija de 5 años no hallan explicación, salió de rebote en los disparos de gracia. Las de la menor, son las del primer escopetazo que se disparó, desviadas al atravesar la chapa. Luego de la ejecución, la retirada se cumple correctamente."

La acción por parte del ERP fue una represalia  en respuesta al asesinato de los prisioneros del ERP en la provincia de Catamarca por parte del Ejército Argentino.   Este hecho se conoce como Masacre de Capilla del Rosario La represalia consistía en  asesinar a 10 oficiales del ejército, entre ellos el capitán Viola.  Según el mismo  ERP la muerte de la niña fue un hecho  injustificado y en consecuencia dio por terminada la campaña de represalias contra los militares.  A raíz del ataque que le costó la vida a su padre y su hermana, María Fernanda permaneció cuatro meses en coma y debió someterse a ocho operaciones. En 2024, María Fernanda describió las consecuencias físicas que sufrió:
“Me faltan huesos en la cabeza, padezco una disminución visual grande, producto del atentado. La bala toco el nervio óptico, tengo problemas en el campo visual. Me atendí en Tucumán. Dios hizo lo suyo, pero los médicos me salvaron la vida."
El grupo que realizó el ataque estaba al mando de Hugo Irurzun y sus otros integrantes fueron Francisco Antonio Carrizo, José Martín Paz, Rubén Jesús Emperador, Fermín Ángel Nuñez, Miguel Norberto Vivanco y el sueco Svante Grände. La justicia condenó por los homicidios del capitán Viola y de María Cristina, y de la tentativa de homicidio contra María Fernanda a reclusión perpetua a Paz, Emperador, Núñez y Vivanco a finales del año 1976 y a Carrizo a fines del año 1982.
Paz, Carrizo, Emperador y Núñez estuvieron detenidos a disposición del Poder Ejecutivo hasta que esa orden fue dejada sin efecto por el decreto secreto 382 del 17 de febrero de 1983. 
En razón de la ley 23.070 la reclusión perpetua estaba limitada a un máximo de 20 años y además cada dos días de prisión se computaba como tres por lo que Carrizo, Paz y Emperador quedaron en libertad condicional en diciembre de 1988 y Núñez en julio de 1989. Vivanco había fallecido en 1980.
Hugo Irurzún resultó muerto el 18 de septiembre de 1980 en Asunción del Paraguay por la policía paraguaya que lo buscaba por su participación en el asesinato de Anastasio Somoza Debayle ocurrido ese día. Svante Grande fue muerto en combate -tenía el grado de teniente en el ERP- en el monte tucumano el 17 de diciembre de 1975 o el 14 de octubre de 1975. En ese momento era parte de la compañía  de monte  "Ramón Rosa Jiménez".  y Carrizo falleció a fines de 1982.
Algunos de quienes participaron en los asesinatos fueron indemnizados por el Estado argentino como víctimas del accionar de las autoridades dictatoriales, en razón de las leyes dictadas posteriormente, en concepto de reparación por los apremios ilegales sufridos en manos de los militares.  Carrizo recibió$12.506.637; Emperador unos $12.640.603 más otros $ 4.420.352; Núñez con $13.191.339 y Paz con $11.863.513, todos montos actualizados a noviembre de 2020.
María Cristina Picón se volvió a casar y tuvo otra hija, Agustina. Al poco tiempo, comenzó a trabajar en el Colegio Nacional de Tucumán. “Cargo en mis espaldas la mochila del dolor, y enfrenté desde muy joven el duro camino de vivir”, había dicho en uno de los actos en el que se homenajeó a su marido.

## Situación en organismos supranacionales
En el año 2008 la Justicia rechazó el pedido que hizo la viuda de Viola de reapertura de la causa con el argumento de que "no había sido un delito de lesa humanidad". En 2016, María Cristina Picón  formuló una denuncia ante la Comisión Interamericana de Derechos Humanos (CIDH) buscando que el asesinato de su esposo y su hija sean considerados delitos de lesa humanidad y se reabra la investigación. En junio de 2021 falleció a los 73 años víctima de un infarto.
En marzo de 2022, la CIDH consideró que se debía iniciar el proceso consecuente con la denuncia, decisión que fue transmitida al gobierno argentino. Éste “Mantuvo la hipótesis de que en la Argentina no había existido un conflicto armado, y que en el momento en que ocurrieron los hechos el derecho internacional humanitario no contemplaba que las acciones de la guerrilla fueran crímenes de lesa humanidad”.

El 24 de marzo de 2025, el vocero oficial del gobierno nacional expresó un cambio de postura expresando que 
“Bajo la presidencia de Javier Milei, habiéndose revisado los antecedentes del caso, se decidió entablar diálogo con la familia, llegando a un acuerdo histórico de solución amistosa, donde se revierte la mirada sesgada e ideologizada que sostuvieron gobiernos anteriores respecto a los trágicos sucesos de la década del 70′" agregando que "“el asesinato del capitán Viola y su familia constituyó un crimen de lesa humanidad”.
Ese mismo día, la hija sobreviviente al atentado, María Fernanda Viola, hizo pública una carta que expresa que 
"el Poder Ejecutivo de la Nación, a través de su Presidente Dr. Javier Milei, ha reconocido hidalgamente la responsabilidad internacional de Argentina por la violación de los derechos alegados en la petición, admitiendo que a la luz de la doctrina fijada por la Comisión Interamericana de Derechos Humanos ... el atentado sufrido por el Capitán Humberto Viola y su familia se produjo en el marco de un conflicto armado interno que fue clara y públicamente reconocido por el ERP, constituyendo un crimen de lesa humanidad." Asimismo, declaró "siento el profundo orgullo de saber que mi madre no bajó nunca sus brazos. Una y otra vez sostuvo que para el dolor no hay ideologías."

## Declaraciones del PRT
Tras el atentado contra Viola, el Partido Revolucionario de los Trabajadores, en una declaración pública, calificó la muerte de su hija María Cristina y las heridas a María Fernanda como «un exceso injustificable» y anunció que daba por terminada la campaña de represalias por el asesinato de prisioneros  del PRT:ERP por parte del Ejército Argentino en Catamarca . Luis Mattini escribió al respecto de este hecho:" Pocas veces se había visto a Santucho demudado, furioso y casi abatido. Maldecía al jefe del comando guerrillero y al mismo tiempo pensaba cómo hacer un gesto de reparación por esa muerte injustificable".

## Homenajes
Viola fue ascendido post mortem al grado de mayor.
Al cumplirse 30 años del asesinato la Cámara de Diputados de la Nación Argentina realizó un minuto de silencio en recuerdo del asesinato del capitán Viola y su hija María Cristina Viola.
Cada 1.º de diciembre se hace en Yerba Buena un acto en memoria del capitán Viola y de su hija Cristina con la presencia de autoridades militares y eclesiásticas.